# Richmond Renegades
Richmond Renegades var ett amerikanskt professionellt ishockeylag som spelade i den nordamerikanska ishockeyligan East Coast Hockey League mellan 1990 och 2003. De spelade sina hemmamatcher i inomhusarenan Richmond Coliseum som ligger i Richmond i Virginia. Renegades var samarbetspartners med New York Islanders, Hartford Whalers, Los Angeles Kings, Carolina Hurricanes, San Jose Sharks och Washington Capitals i National Hockey League (NHL). Laget vann en Riley Cup, som var trofén som gavs ut till det vinnande laget av East Coast Hockey Leagues slutspel, för säsongen 1994–1995.
De har haft spelare som Krystofer Barch, Trevor Gillies, Milan Hnilička, Rod Langway, Manny Legace, Jamie McLennan, Nolan Pratt och Rastislav Staňa.